# Polystichum prionolepis
Polystichum prionolepis är en träjonväxtart som beskrevs av Bunzo Hayata. Polystichum prionolepis ingår i släktet Polystichum och familjen Dryopteridaceae. Inga underarter finns listade.